# М1097 Авенджър
М1097 Авенждър (на английски: Avenger – „отмъстител“) е американска самоходна ракетна установка, разработена съвместно от Сухопътните сили на САЩ и Морския пехотен корпус. Предназначена е да защитава наземните военни формирования от вертолети, шпионски безпилотни самолети, както и нисколетящи изтребители и бомбардировачи. След атаките на 11 септември 2001 около Пентагона са разположени множество Авенджъри. Системата е на въоръжение от 1993 година.

## Описание и оборудване
М1097 се базира на Високопроходимата Многоцелева Колесна Машина (HMMWV), позната накратко като „Хъмър“ или „Хъмви“. Товарното ѝ отделение е премахнато и на негово място е разположен специален купол със стъклен илюминатор и две ракетни гнезда. Всяко гнездо има 2 или 4 ракети Стингър с ултравиолетово или инфрачервено насочване (в зависимост от модела). Стабилизирането на купола се осъществява с жироскопна апаратура. Заради по-голямото тегло на М1097 в сравнение с ВМКМ е монтирано по-здраво окачване и гумите са по-тежки.

### Сензори
- Лазерен далекомер
- Инфрачервен радар

#### Въоръжение
- 4 – 8 ракети Стингър
- една картечница M3P, калибър 12,7 мм (0,50 инча) с боезапас от 200 патрона. Може да се задейства дистанционно от шофьорската кабина.

## Оператори
- Египет
- Литва
- САЩ
- Тайван

## Технически данни
- Дължина – 4,95 m
- Ширина – 2,21 m
- Височина – 2,63 m
- Тегло – 4300 kg
- Екипаж – 2 души
- Макс. скорост – 90 km/h
- Запас от ход – 443 km
- Мощност на двигателя – 150 hp